# Jatznick (stacja kolejowa)
Jatznick – stacja kolejowa w Jatznick, w kraju związkowym Meklemburgia-Pomorze Przednie, w Niemczech. Znajdują się tu 2 perony.

## Historia
16 marca 1863 roku dworzec w Jatznick został otwarty jako część linii kolejowej z Angermünde do Anklamu. Początkowo kursowały dwa pociągi pasażerskie oraz jeden towarowy z Dworca Szczecińskiego w Berlinie do Anklamu i z powrotem. 25 kwietnia 1882 roku parlament pruski wyraził zgodę na budowę odgałęzienia do Ueckermünde, które ukończono 15 września 1884 roku. Na początku XXI wieku podniesiono prędkość na linii kolejowej Angermünde – Stralsund oraz zintegrowano stację z Lokalnym Centrum Sterowania w Anklamie. Perony zostały podniesione do wysokości 55 cm i przesunięte w kierunku północnym.

## Połączenia
| Linia | Operator         | Trasa | Takt    |
| ----- | ---------------- | --- | ------- |
| RE 3  | DB Regio Nordost | Stralsund Hbf – Greifswald – Züssow – Anklam – Jatznick – Pasewalk – Prenzlau – Angermünde – Eberswalde Hbf – Bernau (Berlin) – Berlin Gesundbrunnen – Berlin Hbf – Berlin Südkreuz – Zossen – Doberlug-Kirchhain – Elsterwerda | 120 min |
| RE 6  | DB Regio         | Ueckermünde Stadthafen – Jatznick – Pasewalk – Neubrandenburg – Malchin – Güstrow – Bützow | 120 min |